# Bringelly
Bringelly är en del av en befolkad plats i Australien. Den ligger i kommunen Liverpool och delstaten New South Wales, i den sydöstra delen av landet, omkring 45 kilometer väster om delstatshuvudstaden Sydney. Antalet invånare är 1 717.
Runt Bringelly är det tätbefolkat, med 369 invånare per kvadratkilometer.. Närmaste större samhälle är Narellan, omkring 11 kilometer söder om Bringelly.
Trakten runt Bringelly består till största delen av jordbruksmark. Genomsnittlig årsnederbörd är 1 267 millimeter. Den regnigaste månaden är februari, med i genomsnitt 216 mm nederbörd, och den torraste är juli, med 25 mm nederbörd.